# جورج بيشتل
جورج بيشتل (بالإنجليزية: George Bechtel)‏ هو لاعب كرة قاعدة أمريكي، ولد في 2 سبتمبر 1848 في فيلادلفيا في الولايات المتحدة، وتوفي بنفس المكان في 3 أبريل 1921.

## وصلات خارجية
- جورج بيشتل على موقعبيزبول رفرنس.كوم (الدوري الرئيسي) (الإنجليزية)
- جورج بيشتل على موقعبيزبول رفرنس.كوم (الدوري الثانوي) (الإنجليزية)